# Geldtienden
Geldtienden was een van de meer dan 200 tiendenpercelen of tiendblokken waarin de Polder Walcheren, in de Nederlandse provincie Zeeland, tot de vroege twintigste eeuw was verdeeld. Feitelijk bestaat de Geldtienden uit twee aangrenzende tiendblokken, beide oostelijk van het dorp Serooskerke gelegen, zuidoostelijk van de oude Vrouwenpolderseweg. De Kokerheulweg in het noorden vormde de afgrenzing met het tiendblok Pitteperk. De naam Geldtienden werd op diverse stafkaarten, bijvoorbeeld aan het begin van de twintigste eeuw, afgedrukt. Mogelijk daardoor ontstond het idee dat Geldtienden ook de naam van een buurtschap zou zijn, bestaande uit de boerderijen die in deze omgeving gelegen zijn. Van een buurtschap in de eigenlijke zin is echter geen sprake, zeker niet in de beleving van de streekbewoners.
Steden: Domburg · Veere · Westkapelle

Dorpen: Aagtekerke · Biggekerke · Dishoek · Gapinge · Grijpskerke · Koudekerke · Meliskerke · Oostkapelle · Serooskerke · Vrouwenpolder · Zoutelande

Buurtschappen: Boudewijnskerke · Buttinge · Groot Valkenisse · Hoogelande · Krommenhoeke · Mariekerke · Molembaix · Molenperk · Pitteperk · Poppendamme · Schellach (deels) · Sint-Jan ten Heere · Sint Janskerke

(Voormalige) gehuchten: Geldtienden · Klein Valkenisse · Poppekerke · Rijnsburg · Snabbeldorp · Werendijke · Woitkensdorp · Zanddijk

Zeeland: Steden en dorpen in Zeeland      Nederland: Provincies · Gemeenten